# Joel Berry
Joel DeWayne Berry II (Orlando, 1º aprile 1995) è un ex cestista statunitense, vincitore nel 2017 del riconoscimento Most Outstanding Player NCAA.

## Carriera
Dopo aver militato a livello di high school nella Lake Highland Prep School, ha militato nei Tar Heels della Università della Carolina del Nord a Chapel Hill, con cui ha vinto il Campionato NCAA 2017, venendo nominato miglior giocatore delle Final Four.
Ha vestito la maglia degli Stati Uniti Under-17, vincendo la medaglia d'oro ai Mondiali di categoria del 2012.

## Statistiche

### College
| Anno       | Squadra             | PG  | PT  | MP   | TC%  | 3P%  | TL%  | RP  | AP  | PRP | SP  | PP   |
| ---------- | ------------------- | --- | --- | ---- | ---- | ---- | ---- | --- | --- | --- | --- | ---- |
| 2014-2015  | N. Carol. Tar Heels | 30  | 0   | 13,2 | 40,4 | 35,4 | 75,7 | 0,9 | 1,5 | 0,4 | 0,0 | 4,2  |
| 2015-2016  | N. Carol. Tar Heels | 40  | 39  | 30,7 | 44,4 | 38,2 | 86,7 | 3,3 | 3,8 | 1,5 | 0,2 | 12,8 |
| 2016-2017† | N. Carol. Tar Heels | 38  | 37  | 30,4 | 42,6 | 38,3 | 77,4 | 3,1 | 3,6 | 1,4 | 0,1 | 14,7 |
| 2017-2018  | N. Carol. Tar Heels | 36  | 36  | 33,1 | 39,6 | 34,4 | 89,3 | 3,5 | 3,2 | 1,2 | 0,3 | 17,1 |
| Carriera   | Carriera            | 144 | 112 | 27,6 | 41,9 | 36,6 | 83,3 | 2,8 | 3,1 | 1,1 | 0,2 | 12,6 |